# Desmanthus pringlei
Desmanthus pringlei är en ärtväxtart som först beskrevs av Nathaniel Lord Britton och Joseph Nelson Rose, och fick sitt nu gällande namn av Frederick Joseph Hermann. Desmanthus pringlei ingår i släktet Desmanthus och familjen ärtväxter. Inga underarter finns listade i Catalogue of Life.